# Мачкалашен
Мачкалашен (вірм. Մաճկալաշեն, азерб. Maçkalaşen) — село у Мартунинському районі Нагірно-Карабаської Республіки. Село розташоване за 21 км на південний захід від міста Мартуні та за 3 км від села Сос, що знаходиться на трасі Мартуні — Кармір шука (розвилки на Степанакерт та Гадрут).

## Пам'ятки
- В селі розташований монастир «Амарас» 4-19 ст., фортеця «Амарас» 17-18 ст., хачкар 12-13 ст. та цвинтар 19 ст.